# Conflicto entre Camboya y Tailandia de 2025
El conflicto entre Camboya y Tailandia de 2025 es una serie de enfrentamientos armados que estallaron el 24 de julio de 2025, agravando la crisis fronteriza entre ambos reinos del Sudeste Asiático. Al menos trece personas, un soldado y doce civiles, han muerto en Tailandia.

## Antecedentes
Las raíces del conflicto se remontan a los tratados coloniales de 1904-1907 entre el Reino de Siam y el Protectorado francés de Camboya. Las relaciones entre ambos países se enfriaron en 1962 tras el fallo de la Corte Internacional de Justicia (CIJ) sobre la disputa del templo Preah Vihear. Las tensiones se incrementaron entre 2008 y 2011. En febrero de 2025 llegaron a un punto crítico cuando las tropas tailandesas impidieron que los visitantes camboyanos cantaran el himno nacional camboyano en el templo Prasat Ta Muen Thom. En mayo de ese año, un enfrentamiento armado junto al Triángulo Esmeralda (Chong Bok) provocó una serie de acciones legales y armadas que culminaron en los ataques aéreos de julio.

## Cronología
Ambas partes del conflicto se culparon mutuamente de iniciar los ataques el 24 de julio de 2025. Tailandia informó de 13 civiles muertos y 32 heridos en una serie de incidentes, mientras que Camboya aún no había informado de víctimas hasta el 24 de julio.

### Conflicto militar (24–27 de julio)

#### 24 de julio
Por la mañana, soldados tailandeses informaron de que algunos vehículos aéreos no tripulados camboyanos sobrevolaban la zona frente al templo Prasat Ta Muen Thom, administrado por Tailandia, y avistaron a seis soldados camboyanos armados acercándose a la alambrada frente a la base tailandesa. El Real Ejército Tailandés confirmó los informes de que las tropas camboyanas abrieron fuego contra las fuerzas tailandesas a unos 200 metros al este del templo Ta Muen Thom.
A las 9:40 a. m. (todas las horas locales) el ejército tailandés afirmó que Camboya disparó un lanzacohetes múltiple autopropulsado BM-21 hacia Prasat Don Tuan, cerca de una zona residencial. A las 10:58 h, seis aviones F-16 de la Real Fuerza Aérea Tailandesa bombardearon posiciones camboyanas en Chong An Ma (Provincia de Ubon Ratchathani). Más tarde, Tailandia afirmó que los puestos de mando de la 8.ª División de Infantería y la 9.ª División de Infantería de Camboya fueron destruidos como resultado de los ataques.
Por la noche, el presidente del Senado, Hun Sen, afirmó que Camboya «no tiene otra opción más que contraatacar a Tailandia», añadiendo que participó en el comando militar por videoconferencia. Sen declaró que no viajó al extranjero como informaron los medios tailandeses y culpó al ejército tailandés de agravar la situación, afirmando que planean cerrar la entrada al templo de Ta Muen Thom. Esa misma tarde, la administración provincial de Oddar Meanchey, en Camboya, declaró que 5000 ciudadanos habían sido evacuados de la zona de conflicto. La Real Fuerza Aérea Tailandesa condenó las acciones de Camboya de utilizar armas para atacar a civiles y dijo que está «lista para defender al pueblo y la soberanía de las violaciones de derechos humanos». Negó las afirmaciones de los medios de comunicación camboyanos sobre que un avión F-16 fue derribado. Al menos cuatro civiles camboyanos resultaron heridos en los enfrentamientos.
Continúan los enfrentamientos entre ambas fuerzas en las zonas de Preah Vihear y Ta Krabey. Se reporta intenso fuego de artillería en las zonas fronterizas de Oddar Meanchey y Preah Vihear.

#### 25 de julio
Los enfrentamientos continuaron en las zonas de Preah Vihear y Ta Krabey entre ambas fuerzas. Se reportó un intenso fuego de artillería en las zonas fronterizas de las Oddar Meanchey y Preah Vihear. Los medios de comunicación camboyanos afirmaron que Camboya conserva todos los bastiones al otro lado de la frontera. Según el portavoz del Ejército Real Tailandés Richa Sooksuwanon, los enfrentamientos comenzaron a las 4:30 a. m. después de que Camboya iniciara los combates utilizando armas pequeñas y pesadas, y el Ejército tailandés respondió con fuego de artillería. También declaró que estaban realizando operaciones de desactivación de bombas y recuperación de cadáveres del distrito de Kantharalak, que había sido alcanzado por un cohete camboyano el 24 de julio.
El primer ministro interino tailandés, Phumtham Wechayachai, declaró en el segundo día de enfrentamientos que el conflicto podría desembocar en una guerra a gran escala si la situación empeorara.

#### 26 de julio
Los enfrentamientos entraron en su tercer día. Tailandia informó de la muerte de 7 soldados y 13 civiles, mientras que Camboya registró 5 militares y 8 civiles fallecidos, para un total de 33 víctimas mortales. Más de 130 000 personas fueron desplazadas en territorio tailandés y decenas de miles en territorio camboyano, y Malasia, como presidente de la ASEAN, instó a un alto el fuego inmediato.

#### 27 de julio
El cuarto día de combates continuó, a pesar del llamado al cese al fuego del presidente de EE. UU. Donald Trump, con más de 30 muertos, incluidos al menos 21 civiles, y más de 200 000 evacuados en ambas naciones. Ese día, un cohete alcanzó una gasolinera en la provincia tailandesa de Sisaket, matando a la esposa y dos hijos de un ciudadano que compraban refrigerios, lo que subrayó el alto coste civil del conflicto. Se confirmó que el primer ministro interino tailandés, Phumtham Wechayachai, y camboyano, Hun Manet, asistirían a las conversaciones de alto el fuego en Kuala Lumpur el 28 de julio, bajo mediación de Malasia y con presión internacional para poner fin a las hostilidades.

### Alto al fuego (28 de julio-15 de agosto)

#### 28 de julio
En la tarde del 28 de julio, Tailandia y Camboya acordaron un alto el fuego incondicional, que entraría en vigor a medianoche, poniendo así fin al conflicto.
Mientras Camboya y Tailandia se preparan para reunirse en Malasia para negociar un alto el fuego, fuentes camboyanas informaron que el ejército tailandés incrementó su ofensiva en la madrugada, atacando posiciones militares clave de Camboya a lo largo de la frontera. Medios tailandeses informaron que los enfrentamientos estallaron alrededor de las 3 AM en la provincia de Surin.
Más tarde por la mañana, la provincia de Surin fue declarada zona de desastre de guerra.
Camboya acusó a Tailandia de utilizar armas químicas en el ataque de la mañana, lo cual fue negado por Tailandia, que calificó las acusaciones como «infundadas y que reflejan un patrón de desinformación».

#### 29 de julio
El Ejército Real Tailandés acusó a Camboya de violar el alto el fuego.
Posteriormente, publicó imágenes y videos de prisioneros de guerra camboyanos capturados, afirmando haber capturado a 18 en total. Los videos mostraban a los cautivos recibiendo agua y comida. El RET afirmó que «sigue defendiendo los principios de derechos humanos, el derecho internacional humanitario y las obligaciones de Tailandia en virtud de los Convenios de Ginebra en relación con el trato adecuado a los soldados enemigos y a los fallecidos».
Por la tarde, el RET y fuentes tailandesas informaron que Camboya violó el acuerdo de alto el fuego y lanzó otro ataque alrededor del área de Chong Ahn Ma y Phu Makuea.

#### 30 de julio
El 30 de julio, en un discurso ante 13 agregados militares y diplomáticos extranjeros, el comandante militar camboyano acusó a las fuerzas tailandesas de secuestrar a 20 soldados camboyanos (uno escapó y se sospecha que dos murieron) durante el proceso de apretón de manos después de que entró en vigor el alto el fuego.

#### 31 de julio
El gobierno camboyano pidió públicamente la liberación de soldados detenidos por Tailandia tras los combates de finales de julio, afirmando que 20 de sus militares permanecían en custodia tailandesa y que una de las bajas habría ocurrido mientras estaban prisioneros. Las autoridades camboyanas renovaron su llamado a la devolución inmediata de los prisioneros y al respeto del alto el fuego.

#### 1 de agosto
Tailandia devolvió a dos soldados camboyanos heridos como gesto antes de las conversaciones multilaterales previstas en Malasia. Representantes militares y attachés extranjeros comenzaron a planear inspecciones de la zona fronteriza para evaluar daños y garantizar el cumplimiento del cese de hostilidades.

#### 2 de agosto
Aunque el alto el fuego seguía oficialmente en vigor, informes periodísticos y comunicados militares indicaron violaciones puntuales y choques de baja intensidad en zonas remotas, y las autoridades continuaron denunciando minas y artefactos sin detonar en la franja fronteriza. Organizaciones humanitarias y medios advirtieron sobre retornos y desplazamientos continuos de población civil.

#### 3 de agosto
Se organizaron visitas de diplomáticos y medios por parte de Camboya y Tailandia para mostrar los daños en sus respectivas zonas fronterizas; ambos gobiernos coincidieron en la necesidad de garantizar la seguridad de las comunidades locales antes de una solución política duradera.

#### 4 de agosto
Comenzaron reuniones preliminares entre oficiales de defensa de Tailandia y Camboya en Kuala Lumpur (Malasia) como paso previo a una reunión ministerial para consolidar el cese de hostilidades y acordar medidas de verificación y prevención de incidentes.

#### 5 de agosto
Las conversaciones en Malasia continuaron; se informó del intercambio de listas sobre prisioneros y del inicio de gestiones para permitir visitas del Comité Internacional de la Cruz Roja (CICR) a militares detenidos. Las delegaciones discutieron mecanismos de verificación y canales militares para evitar nuevas escaramuzas.

#### 6 de agosto
Las partes acordaron mantener el cese de hostilidades mientras negociaban medidas prácticas (retorno de prisioneros, remoción de minas y creación de canales de comunicación militar). Sociedades civiles y autoridades locales siguieron coordinando la atención a desplazados internos.

#### 7 de agosto
Los ministros de Defensa y delegados militares se reunieron en Kuala Lumpur para avanzar en la creación de un comité fronterizo conjunto y acordaron permitir observadores de la ASEAN destinados a supervisar el cumplimiento del alto el fuego, aunque Tailandia todavía retenía a algunos soldados camboyanos capturados durante los incidentes.

#### 8 de agosto
Se finalizaron acuerdos para equipos observadores interinos basados en cada país —con liderazgo operativo malasio— que tendrían el objetivo de inspeccionar el área disputada y reportar violaciones del cese de fuego a ambos gobiernos y a la ASEAN. Persistieron diferencias sobre la devolución de todos los prisioneros y sobre la retirada de fuerzas de ciertas posiciones.

#### 9 de agosto
Mientras las negociaciones políticas y militares avanzaban en Malasia, las autoridades y organizaciones humanitarias reportaron un reforzamiento de las labores de asistencia y seguimiento a los desplazados; asimismo, continuó la repatriación voluntaria de trabajadores migrantes camboyanos desde Tailandia por razones de seguridad.

#### 10 de agosto
Las delegaciones en Kuala Lumpur indicaron avances hacia la definición de medidas prácticas para un acuerdo de seguridad fronteriza más estable y la prevención de incidentes futuros; observadores internacionales y diplomáticos continuaron siendo invitados a inspeccionar las zonas afectadas.

#### 11 de agosto
Las conversaciones multilaterales siguieron con la meta de consolidar un acuerdo duradero: se confirmó la intención de establecer un Comité General de Frontera y de desplegar observadores regionales para vigilar el cese al fuego mientras se solucionan las discrepancias sobre prisioneros, minas y líneas de patrulla.

#### 12 de agosto
Fuentes tailandesas informaron que los civiles evacuados en la zona fronteriza del lado tailandés han comenzado a regresar a sus hogares tras la suspensión de los combates. También solicitaron a los civiles que reporten a las autoridades cualquier artefacto explosivo sin detonar para su correcta eliminación. Ese mismo día, un soldado tailandés que patrullaba la zona de Ta Muan Thom resultó herido por una mina terrestre.

#### 13 de agosto
El Ministerio de Defensa Nacional de Camboya informó que Tailandia se está preparando para lanzar un ataque contra Camboya entre la noche del 13 de agosto o la mañana del 14 de agosto.

#### 19 de agosto
El Mayor General «Winthai Suvaree», admite uso de Presuntas Armas Químicas (Fósforo Blanco)  «Tailandia admite uso fósforo blanco en conflicto, dice diario Camboya». 19 de agosto de 2025. Consultado el 19 de agosto de 2025.

## Crisis humanitaria
Según fuentes, alrededor de 40 000 civiles que vivían en 86 aldeas de Tailandia han sido evacuados. Los informes también dicen que la gente está huyendo de otras ciudades cercanas a la frontera, ya que las infraestructuras civiles son atacadas, como hospitales y gasolineras.

## Reacciones

### Beligerantes
- Camboya: el Ministerio de Defensa Nacional de Camboya condenó el conflicto calificándolo de «agresión militar brutal e ilegal» por parte de Tailandia.[63] El ex primer ministro y presidente del Senado Hun Sen advirtió a Tailandia, añadiendo que Camboya está lista para el combate y que contraatacará si Tailandia ataca.[64]
- Tailandia: la primera ministra suspendida Paetongtarn Shinawatra condenó los ataques camboyanos a Tailandia y prometió represalias.[65] Tailandia insiste en resolver el conflicto bilateralmente sin mediación externa.[66] El portavoz del Ministerio de Asuntos Exteriores tailandés, Nikorndej Balankura dijo «No creo que necesitemos todavía ninguna mediación de un tercer país».

### Internacional
- Arabia Saudita: instó a ambas partes a ejercer cautela, reducir la tensión y resolver las disputas por medios diplomáticos, al tiempo que afirmó que estaba monitoreando la escalada en la frontera entre Tailandia y Camboya.[67]

- Australia: la ministra de Asuntos Exteriores Penny Wong dijo que Australia estaba «profundamente preocupada» e instó a ambas partes a reducir la tensión y resolver los problemas fronterizos de manera pacífica.[68]

- Bangladés: el Ministerio de Asuntos Exteriores aplaudió el alto el fuego entre Tailandia y Camboya y expresó su esperanza de que sigan intentando resolver la disputa fronteriza no resuelta por medios diplomáticos.[69]

- Birmania: el portavoz militar y viceministro de información, Zaw Min Tun, declaró que Birmania cree que Tailandia y Camboya podrían encontrar una solución pacífica a la crisis. La embajada de Birmania en Tailandia se hizo eco de esta opinión e instó a sus ciudadanos a evacuar la zona de conflicto.[70]

- Brasil: el Ministerio de Relaciones Exteriores aconsejó a los brasileños evitar acudir a la frontera hasta el fin de las hostilidades y pidió a ambos países evitar el aumento de las hostilidades y encontrar una forma pacífica de resolver el asunto.[71]

- Brunéi: el Ministerio de Asuntos Exteriores declaró que Brunéi está siguiendo de cerca la situación, e instó ambas partes a mostrar cautela y participar en la comunicación y las consultas para reducir la crisis.[72]

- Canadá: expresó su profunda preocupación por los enfrentamientos y los informes de víctimas civiles cerca de la frontera entre Tailandia y Camboya. Instó a ambas partes a reducir las hostilidades e iniciar el diálogo para encontrar una solución pacífica.

- China: el portavoz del Ministerio de Asuntos Exteriores, Guo Jiakun, expresó su preocupación por la evolución de la situación y espera que ambas partes puedan resolver adecuadamente los problemas mediante el diálogo y las consultas.[73] El ministro de Asuntos Exteriores, Wang Yi, afirmó que el «reciente conflicto y las víctimas en la frontera entre Camboya y Tailandia son desgarradores y preocupantes», atribuyó el problema al legado de la colonización y exigió una «solución serena y adecuada». Yi añadió que China apoya los esfuerzos de mediación de la Asociación de Naciones del Sudeste Asiático (ASEAN) y que el país mantendrá una postura «justa e imparcial».[74]

- Corea del Sur: el Ministerio de Asuntos Exteriores declaró que «el Gobierno de la República de Corea expresa su profunda preocupación por el reciente enfrentamiento militar entre Tailandia y Camboya, e insta tanto a Tailandia como a Camboya a reducir las tensiones y buscar una solución pacífica de la situación mediante el diálogo».

- Estados Unidos: declaró que estaba «profundamente preocupado por los informes sobre la escalada de los combates en la frontera entre Tailandia y Camboya» y alentaba el cese de la violencia.[75]

- Francia: expresó su profunda preocupación tras los enfrentamientos armados en la frontera entre Camboya y Tailandia el 24 de julio y llama a detener los combates inmediatamente y a resolver sus disputas de manera pacífica.[76]

- Filipinas: instó a ambas partes a resolver pacíficamente su conflicto de conformidad con el derecho internacional e hizo hincapié en la protección de los civiles manteniendo una postura neutral sobre la disputa.[77]

- India: el Ministerio de Asuntos Exteriores anunció que sigue de cerca la situación en la frontera entre Tailandia y Camboya. Espera que todas las partes se esfuercen por poner fin a las hostilidades y evitar una futura escalada.[78] Desde entonces, India ha emitido una advertencia de viaje a la población debido a la situación actual.[79]

- Indonesia: el Ministerio de Asuntos Exteriores de Indonesia emitió un comunicado señalando que creía que Tailandia y Camboya «volverían a los métodos pacíficos para resolver sus diferencias».

- Japón: el gobierno de Japón expresó profunda preocupación por los enfrentamientos militares ocurridos entre Camboya y Tailandia el 24 de julio.[80]

- Kirguistán: el Ministerio de Asuntos Exteriores anunció que sigue de cerca la evolución de la situación en la frontera entre Tailandia y Camboya. Expresó su esperanza de que se alcance la paz lo antes posible entre las partes.[81]

- Laos: el Ministerio de Asuntos Exteriores expresó su preocupación por los enfrentamientos y pidió a las dos partes que ejerzan la moderación y resuelvan la situación actual por medios pacíficos.[82]

- Malasia: el primer ministro y actual presidente de la Asociación de Naciones del Sudeste Asiático (ASEAN), Anwar Ibrahim, calificó la situación como «preocupante» y afirmó: «He enviado mensajes a ambos primeros».[83]

- Noruega: el Ministerio de Asuntos Exteriores expresó su alarma por el aumento de la confrontación en la frontera entre Tailandia y Camboya. Exigió una solución pacífica y solicitó a ambas partes que se abstuvieran de hostilidades.

- Nueva Zelanda: el Ministerio de Asuntos Exteriores y Comercio expresó su preocupación por los enfrentamientos en una alerta de viaje actualizada. También instó a la moderación, la diplomacia y la comunicación, y expresó su apoyo a los esfuerzos de la ASEAN por calmar la situación.[84]

- Pakistán: el Ministerio de Asuntos Exteriores elogió las negociaciones de paz entre Tailandia y Camboya, destacando la importancia de la «diplomacia y la cooperación regional».[85]

- Reino Unido: la subsecretaria de Estado parlamentaria para el Indopacífico, Catherine West, expresó su consternación por las víctimas civiles e instó a ambas partes a ejercer moderación y buscar un diálogo pacífico.

- Rusia: el Gobierno de Rusia expresa su preocupación por la escalada del conflicto y llama a todas las partes a ejercer moderación e iniciar un diálogo para resolver el problema.[86]

- Santa Sede: el Papa León XIV rezó por los afectados por los enfrentamientos.[87]

- Singapur: «Singapur está profundamente preocupado por los enfrentamientos y llama a ambos países a actuar con moderación y cesar las hostilidades. Les instamos a reducir la tensión por la vía diplomática y a garantizar la seguridad».[88]

- Sri Lanka: el gobierno de Sri Lanka instó a Camboya y Tailandia a iniciar un diálogo diplomático temprano para resolver las diferencias de forma pacífica.[89]

- Suiza: el Departamento Federal de Asuntos Exteriores transmitió su preocupación por los enfrentamientos y llamó a todas las partes a detener los conflictos violentos de inmediato para evitar una mayor escalada.

- Timor Oriental: el Consejo de Ministros aprobó un proyecto de resolución gubernamental que insta a Camboya y Tailandia a cesar inmediatamente todas las hostilidades y evitar la escalada del conflicto. También expresó su apoyo a las iniciativas para utilizar los mecanismos pacíficos de resolución de disputas disponibles en la ASEAN.[90]

- Ucrania: la Embajada de Ucrania en Bangkok afirmó estar siguiendo de cerca la situación. Instó a los ciudadanos ucranianos a acatar las directrices de las autoridades locales y a evitar desplazarse a las zonas fronterizas.[91]

- Uzbekistán: el Ministerio de Asuntos Exteriores dejó claro que sigue de cerca los acontecimientos relacionados con los conflictos armados en la frontera entre Tailandia y Camboya. Instó a todas las partes a respetar el derecho internacional y a encontrar una solución pacífica a la disputa.[92]

- Vietnam: expresando su preocupación, Vietnam pidió a ambos países que ejerzan la máxima moderación, se abstengan del uso de la fuerza, eviten una mayor escalada y resuelvan las diferencias utilizando medios pacíficos de conformidad con las leyes internacionales y la solidaridad regional.[93]

### Organizaciones supranacionales
- ASEAN: los Ministros de Asuntos Exteriores de la ASEAN expresaron colectivamente su profunda preocupación por la situación, llamaron a ambas partes a cesar todas las hostilidades, a comprometerse estrictamente en un alto el fuego y respaldaron las negociaciones.

- Naciones Unidas: el Secretario General, António Guterres, declaró que está siguiendo con preocupación los informes de enfrentamientos armados en la frontera entre Camboya y Tailandia e instó a ambas partes a ejercer la máxima moderación y abordar cualquier problema a través del diálogo y en un espíritu de buena vecindad, con vistas a encontrar una solución duradera a la disputa.[94]

- Unión Europea: el bloque expresó su preocupación e instó a ambas partes a reducir la tensión y resolver sus desacuerdos de forma pacífica.